# Windpark Egeln-Nord

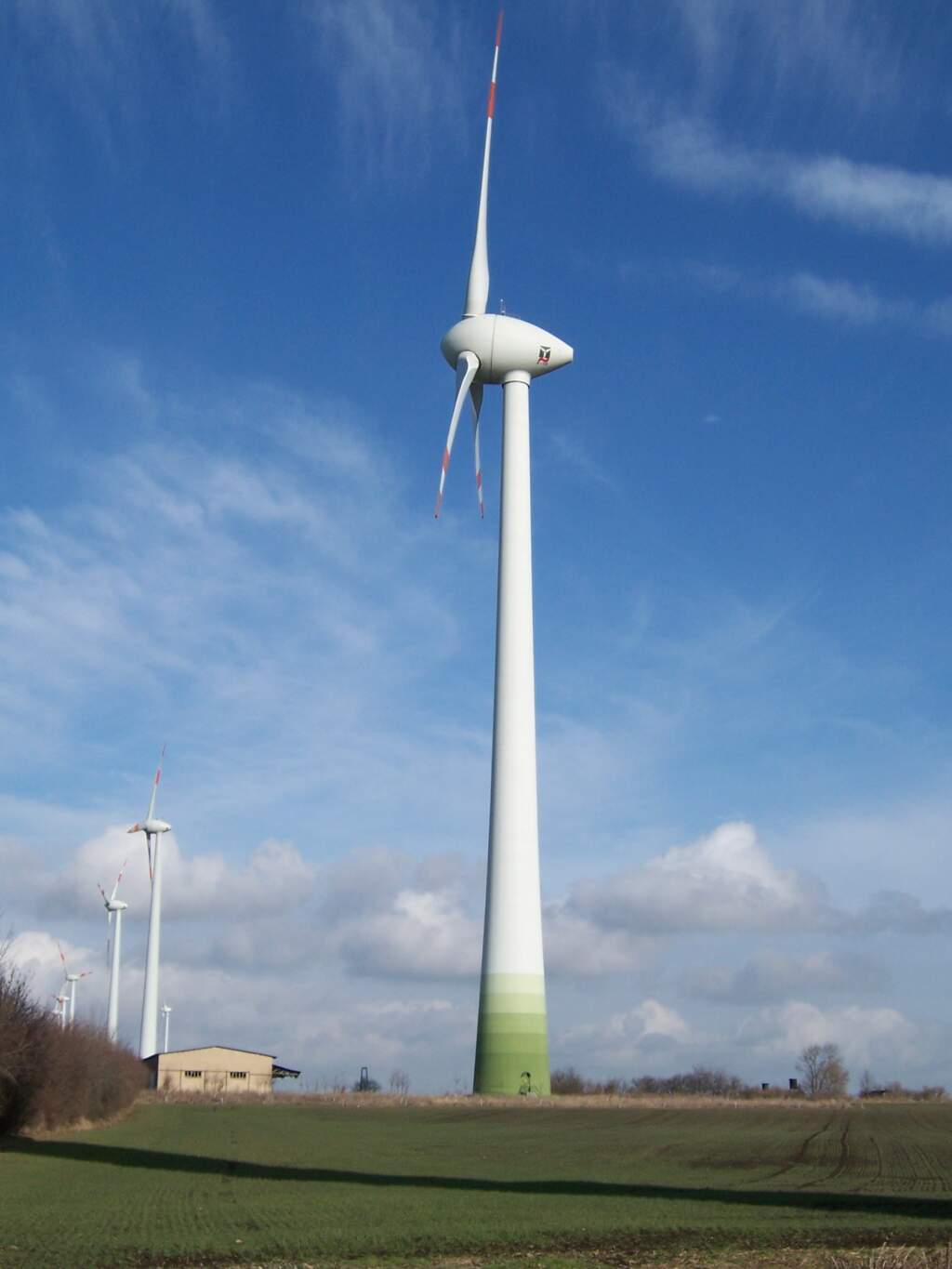
Enercon E-112

Der Windpark Egeln-Nord ist ein von der Volkswind GmbH betriebener Windpark bei Egeln in Sachsen-Anhalt. Er beinhaltet 32 Anlagen, darunter den Prototyp der Enercon E-112, einer der höchsten Windkraftanlagen der Welt.

## Technik
| Anlagentyp         | Anzahl | Baujahr   | Gesamthöhe | Rotordurchmesser | Nabenhöhe | Leistung | Koordinaten | Bemerkungen |
| ------------------ | ------ | --------- | ---------- | ---------------- | --------- | -------- | ----------- | ----------- |
| Enercon E-112/4500 | 1      | 2002      | 180 m      | 112 m            | 124 m     | 4500 kW  |             |             |
| Vestas V90/2000    | 11     | 2005      | 170 m      | 90 m             | 125 m     | 2000 kW  |             |             |
| Enercon E-66/18.70 | 9      | 2001      | 133 m      | 70 m             | 98 m      | 1800 kW  |             |             |
| Vestas V117-3.45   | 3      | 2019/2020 | 192,5 m    | 117 m            | 141,5 m   | 3450 kW  |             |             |

Die zwei Enercon E40 5.40 wurden 2020 abgebaut und durch die Vestas V117 ersetzt.